# Курилово (Лухский район)
Курилово — деревня в Лухском районе Ивановской области. Входит в состав Тимирязевского сельского поселения.

## География
Находится в восточной части Ивановской области на расстоянии приблизительно 8 км на северо-запад по прямой от районного центра поселка Лух.

## История
Деревня появилась на карте 1840 года. В 1872 году здесь (тогда Юрьевецкий уезд Костромской губернии) было учтено 17 дворов, в 1907 году — 25.

## Население
Постоянное население составляло 126 человек (1872 год), 120 (1897), 120(1907), 14 в 2002 году (русские 100 %), 7 в 2010.